# Hansel & Gretel: Witch Hunters
Hansel & Gretel: Witch Hunters är en amerikansk-tysk-norsk actionfilm från 2013 regisserad av den norske filmskaparen Tommy Wirkola. Filmen bygger på den tyska folksagan Hans och Greta av bröderna Grimm, men den utspelar sig efter händelserna i sagan. Skådespelarna i filmen är bland andra Jeremy Renner, Gemma Arterton, Famke Janssen och Peter Stormare.

## Handling
De små barnen Hansel och Gretel blir övergivna ute i skogen. När de går iväg på egen hand hittar de ett hus gjort av godis. Inne i huset bor en häxa som försöker äta upp Hansel och Gretel, men de lyckas förgöra henne genom att bränna henne. Flera år senare blir Hansel och Gretel kända och professionella häxjägare som är ute efter blod och vedergällning. När de kommer till staden Augsburg får de reda på att barn har blivit bortrövade av den ondskefulla häxdrottningen Muriel. Hon behöver barnen för att göra en formel som kan göra alla hennes undersåtar immuna mot eld. Nu ställs Hansel och Gretel inför sin största kraftmätning någonsin.

## Rollista
| Jeremy Renner          | – Hansel                           |
| Gemma Arterton         | – Gretel                           |
| Famke Janssen          | – Drottning Muriel                 |
| Peter Stormare         | – Sheriff Berringer                |
| Thomas Mann            | – Benjamin "Ben" Walser            |
| Derek Mears            | – Edward                           |
| Robin Atkin Downes     | – Edward (röst)                    |
| Pihla Viitala          | – Mina                             |
| Ingrid Bolsø Berdal    | – Behornad häxa                    |
| Joanna Kulig           | – Rödhårig häxa                    |
| Rainer Bock            | – Borgmästare Engleman             |
| Bjørn Sundquist        | – Jackson                          |
| Cedric Eich            | – Hansel som ung                   |
| Alea-Sophia Boudodimos | – Gretel som ung                   |
| Monique Ganderton      | – Godishäxa                        |
| Kathrin Kühnel         | – Adrianna, Hansel och Gretels mor |
| Thomas Scharff         | – Hansel och Gretels far           |